# Woofer

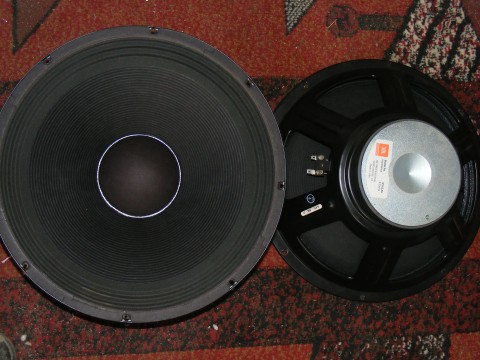
Exemplo de woofer

Woofer é um alto-falante usado para reproduzir freqüências graves e médias. Possuem borda rígida e seu tamanho pode variar de 1.2" a 21", um woofer com maior área de cone irá produzirr mais SPL e terá melhor resposta nas frequências de grave e sub-grave, já um woofer com menor área ira proporcionar uma melhor resposta em frequências de médio-grave e médios. Woofers para reprodução de graves e médio-graves utilizam uma frequência geralmente entre 40 a 4500 Hz. 
Existe tantos os que são fabricados especialmente para sonorização profissional quanto aqueles que são para a linha automotiva. O woofer é um dispositivo adequado para ambientes abertos pois gera ondas sonoras de alta intensidade e de longo alcance.
- Som automotivo
- subwoofer
- mid-bass
- mid-range
- tweeter